# Ruth Heller
Ruth Heller (1923–2004) fue una escritora y artista gráfica canadiense, reconocida por sus obras enfocadas a un público infantil. Trabajó principalmente la combinación de lápices de colores y marcadores para sus ilustraciones de libros. Nacida en Winnipeg, Canadá, se crio en San Francisco (California), Estados Unidos, ciudad en la que vivió hasta su fallecimiento en 2004.
Heller empezó su carrera diseñando papeles de regalo, servilletas de coctel, tarjetas de felicitación y libros para colorear. Luego pasó a escribir e ilustrar libros infantiles en 1982. Después de seis años de lucha logró encontrar una editorial para publicar su primer libro, Chickens Aren't the Only Ones. Sus libros están escritos en versos rimados al estilo de Gilbert and Sullivan, Hilaire Belloc y Dr. Seuss.

### Literatura infantil
- Serie World of Nature
  - Chickens Aren't the Only Ones (1981).
  - Animals Born Alive And Well (1982)
  - The Reason For A Flower (1983)
  - Plants That Never Ever Bloom (1984)
- Serie How to Hide
  - How to Hide a Butterfly and Other Insects (1992)
  - How to Hide an Octopus and Other Sea Creatures (1992)
  - How to Hide a Polar Bear and Other Mammals ( 1994)
  - How to Hide a Crocodile and Other Reptiles (1994)
  - How to Hide a Meadow Frog and Other Amphibians (1995)
  - How to Hide a Parakeet and Other Birds (1995)
- Serie World of Language
  - A Cache of Jewels and Other Collective Nouns (1987)
  - Kites Sail High: A Book About Verbs (1988)
  - Many Luscious Lollipops: A Book About Adjectives (1989)
  - Merry-Go- Round: A Book About Nouns (1990)
  - Up, Up and Away: A Book About Adverbs (1991)
  - Behind the Mask: A Book About Prepositions (1995)
  - Mine, All Mine: A Book about Pronouns (1997)
  - Fantastic! Wow! And Unreal! A Book about Interjections and Conjunctions (1998)
- Color (1999)
- A Sea within a Sea: Secrets of the Sargasso (2000)
- Galapagos Means Tortoises (2003)